# ᴃ
Cette page contient des caractères spéciaux ou non latins. S’ils s’affichent mal (▯, ?, etc.), consultez la page d’aide Unicode.
ᴃ, appelé petite capitale B barré, est une lettre additionnelle de l’écriture latine qui est utilisée dans l’alphabet phonétique ouralien de Lehtisalo.

## Utilisation
Dans l’alphabet phonétique ouralien utilisé par Toivo Lehtisalo (fi) dans Juraksamojedisches Wörterbuch publié en 1956, ‹ ᴃ › représente une consonne spirante bilabiale semi-voisée, notée [β̞] avec l’alphabet phonétique international, le ‹ ʙ › représentant une consonne occlusive bilabiale semi-voisée, [b̥], et la barre inscrite indiquant une articulation spirante.

## Représentations informatiques
La petite capitale B barré peut être représentée avec les caractères Unicode (Extensions phonétiques) suivants :
| formes    | représentations | chaînes de caractères | points de code | descriptions                                    |
| --------- | --------------- | --------------------- | -------------- | ----------------------------------------------- |
| minuscule | ᴃ               | ᴃ                     | U+1D03         | lettre minuscule latine petite capitale b barré |